# Plouvorn
Plouvorn (bretonisch Plouvorn) ist eine französische Gemeinde mit 2932 Einwohnern (Stand 1. Januar 2022) im Westen der Bretagne im Département Finistère. Sie gehört zum Gemeindeverband Communauté de communes du Pays de Landivisiau.

## Geographie
Die Gemeinde befindet sich im Norden der Bretagne, zwölf Kilometer südlich der Atlantikküste.
Morlaix liegt 15 Kilometer östlich, die Groß- und Hafenstadt Brest 38 Kilometer südwestlich und Paris etwa 470 Kilometer östlich (Angaben in Luftlinie). Das Gemeindegebiet wird vom Fluss Horn durchquert.

## Verkehr
Bei Landivisiau und Morlaix gibt es Abfahrten an der Europastraße 50 (Brest-Rennes) und Regionalbahnhöfe an der überwiegend parallel verlaufenden Bahnstrecke. Der Bahnhof von Brest ist Endpunkt des TGV Atlantique nach Paris. Der Flughafen Aéroport de Brest Bretagne nahe Brest ist der nächste Regionalflughafen.

## Bevölkerungsentwicklung
| Jahr                       | 1962 | 1968 | 1975 | 1982 | 1990 | 1999 | 2009 | 2017 |
| Einwohner                  | 2630 | 2619 | 2525 | 2700 | 2504 | 2573 | 2755 | 2870 |
| Quellen: Cassini und INSEE |      |      |      |      |      |      |      |      |

## Sehenswürdigkeiten
- Château de Troërin (Schloss) mit Taubenturm, Monument historique
- Kirche Saint-Pierre

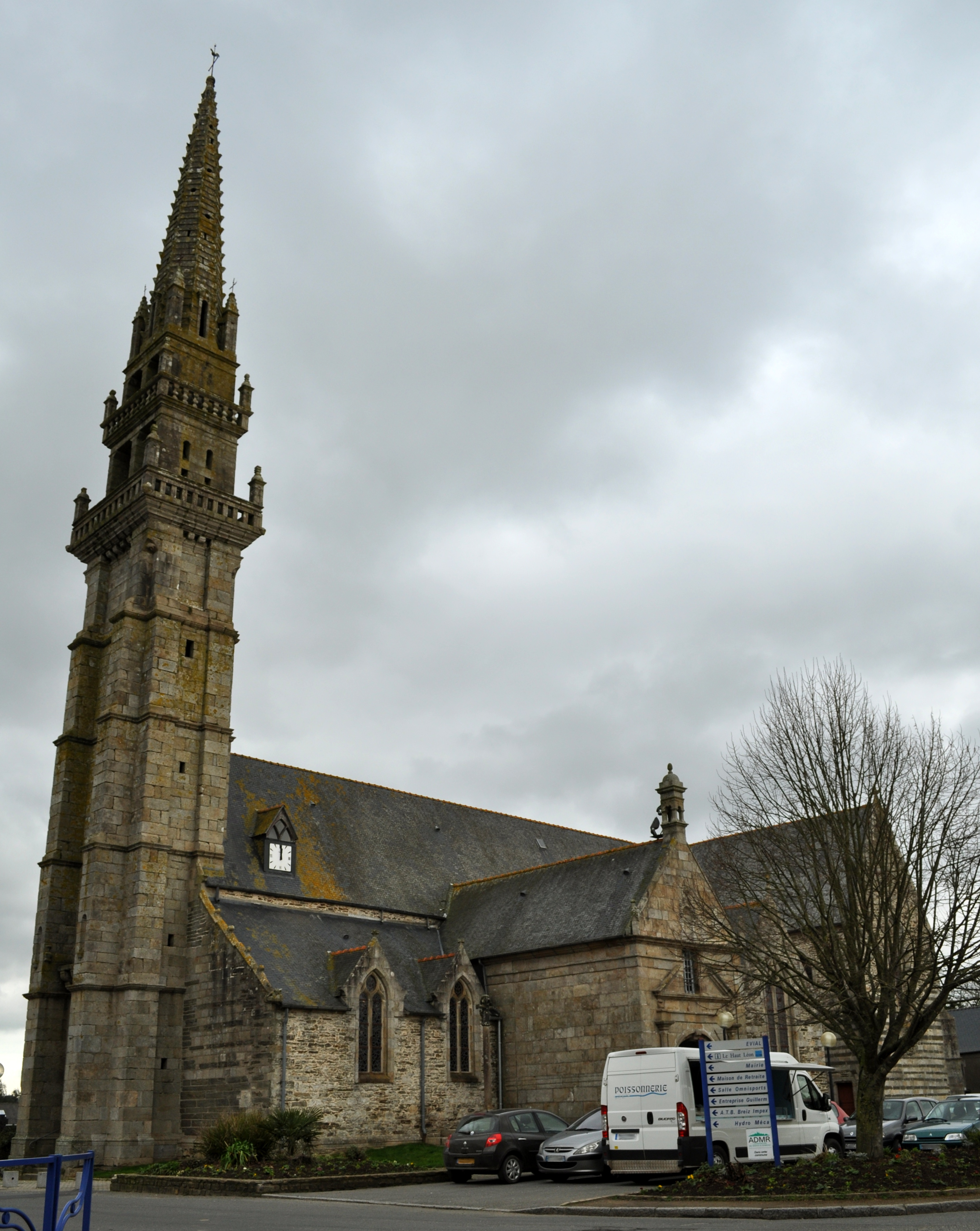
Kirche Saint-Pierre

Siehe auch: Liste der Monuments historiques in Plouvorn